# Juan Cruz Komar
Juan Cruz Komar (Rosario, Argentina, 13 d'agost de 1996) és un futbolista professional argentí que juga com a defensa a Rosario Central.
Komar va començar a despuntar a la categoria juvenil del Boca Juniors. El 3 de novembre de 2014, va debutar amb el primer equip en un partit de lliga contra el San Lorenzo de Almagro en una derrota a domicili per 2-0. Va jugar tot el partit. El gener de 2016 va començar a jugar al Club Atlético Talleres.